# Gouvernement Bérégovoy
 (août 2017).
Ve République
Gouvernement Édith Cresson Gouvernement Édouard Balladur
Le gouvernement Bérégovoy est le gouvernement de la République française du 2 avril 1992 au 29 mars 1993. Il s'agit du quatrième gouvernement du deuxième mandat de François Mitterrand en tant que président de la République. Il est dirigé par Pierre Bérégovoy.
Ce gouvernement est le 23e gouvernement de la Ve République.

## Contexte de formation

### Contexte économique
Les indicateurs économiques début 1992 laissent penser que le ralentissement de la croissance de 1991, renforcée par un passage à vide du cycle économique, est surmontée, et que les croissances américaine et allemande permettront de tirer vers le haut les exportations françaises. Le gouvernement est formé après un premier trimestre où la croissance économique française a été de 1 %, ce qui laisse présager d'une croissance à 4 % en 1992. Le chômage reste cependant élevé, avec trois millions de demandeurs d'emploi début 1992.

### Choix des ministres
Le président Mitterrand perçoit un changement de gouvernement comme une nécessité après l'échec que fut le gouvernement Édith Cresson. L'objectif affiché de ce nouveau gouvernement est de redresser la barre à onze mois des prochaines élections législatives de 1993. Après avoir hésité entre Roland Dumas, Jack Lang et Pierre Bérégovoy, c'est ce dernier qui est choisi. L'objectif du président en nommant Pierre Bérégovoy est de redresser la situation, mais il ne croit pas à la possibilité d'inverser totalement la tendance.
L'harmonie entre le président et son Premier ministre marque la formation du nouveau gouvernement. Contrairement à Cresson qui souhaitait faire partir les « éléphants » socialistes, Bérégovoy conserve les pontes du parti, comme Roland Dumas, Pierre Joxe, Jack Lang, Louis Mermaz, Paul Quilès, Michel Charasse, et fait monter en grade ou conserve les « jeunes » qui représentent le renouveau socialiste, comme Martine Aubry, Michel Sapin et Dominique Strauss-Kahn. Enfin, ce nouveau gouvernement fait entrer des nouvelles personnalités qui ont fait leurs classes à l’Élysée durant le premier septennat, comme Ségolène Royal, Michel Vauzelle et Jean Glavany.
Lionel Jospin est le seul cacique évincé du gouvernement, alors qu'il tenait le rôle de numéro deux des trois précédents gouvernements en tant que Ministre de l'Éducation nationale depuis 1988. Cela vient probablement de la distance qui s'était installée entre les deux hommes à la suite de commentaires critiques de Jospin dans un livre (L'Invention du possible, 1991) et dans la presse, ainsi qu'à la lutte intestine entre Jospin et le protégé du président, Laurent Fabius. Pour ne pas donner l'impression de s'acharner contre les jospinistes, Mitterrand demande à Bérégovoy de proposer à un proche de l'ancien ministre de l'Éducation nationale, Daniel Vaillant, au Ministère des Relations avec le Parlement. Il refuse pour se consacrer à sa campagne en vue des législatives prochaines.
La surprise de ce nouveau gouvernement est l'entrée de Bernard Tapie, un homme d'affaires socialiste qui préside l'Olympique de Marseille. Son cas avait été examiné par Bérégovoy en compagnie de ses fidèles. Michel Charasse avait insisté en sa faveur auprès du nouveau Premier ministre, car il appréciait chez Tapie son énergie et son culot, tout en reconnaissant qu'il était populaire auprès d'une partie de la jeunesse et des banlieues et permettrait de faire reculer le Front national. François Mitterrand approuve le choix de son Premier ministre, qualifiant en privé Tapie de « bulldozer qui a une vision simple et claire des choses […] Un don pour l'action […] un débatteur indiscutable ». François Mitterrand pense nommer Tapie candidat pour prendre la mairie de Marseille aux élections municipales de 1995 à Marseille.
Roland Dumas rapporte que le président Mitterrand lui avait demandé de prendre Georges Kiejman comme secrétaire d'État rattaché à son ministère, en lui annonçant : « Il a un caractère qui fait qu’il ne s’entend avec personne. Ça arrive. Il a été avec Henri Nallet, secrétaire d’État à la Justice, il s’est disputé. Je lui ai préparé son entrée à la télévision, et il a tout gâché. Il n’a pas été pris. Je vous le demande comme un service, prenez-le comme secrétaire d’État ».

### Féminisation du gouvernement
Le gouvernement compte sept femmes ministres : Ségolène Royal, Martine Aubry, Frédérique Bredin, Élisabeth Guigou, Marie-Noëlle Lienemann, Catherine Tasca et Véronique Neiertz.

### Coalition
Le gouvernement Pierre Bérégovoy est soutenu par une coalition gouvernementale de centre gauche, formée entre le Parti socialiste (PS) et le Mouvement des radicaux de gauche (MRG), qui dispose de 275 députés sur 577, soit 47,7 % des sièges de l'Assemblée nationale. Le Parti communiste ayant refusé une participation gouvernementale, le gouvernement est minoritaire à l'assemblée et contraint à des concessions sur sa droite et sur sa gauche pour appliquer le projet présidentiel.

## Composition
Le Premier ministre est nommé le 2 avril 1992, les ministres et ministres délégués membres du Gouvernement le 2 avril 1992 et les secrétaires d'État le 4 avril 1992.

### Premier ministre
| Image | Fonction         | Nom | Nom              | Parti |
| ----- | ---------------- | --- | ---------------- | ----- |
|       | Premier ministre |     | Pierre Bérégovoy | PS    |

### Ministres d'État
| Image | Fonction                                                                          | Nom | Nom              | Parti |
| ----- | --------------------------------------------------------------------------------- | --- | ---------------- | ----- |
|       | Ministre d'État, ministre de l'Éducation nationale et de la Culture               |     | Jack Lang        | PS    |
|       | Ministre d'État, ministre des Affaires étrangères                                 |     | Roland Dumas     | PS    |
|       | Ministre d'État, ministre de la Fonction publique et des Réformes administratives |     | Michel Delebarre | PS    |

### Ministres
| Image | Fonction                                                                                                 | Nom              | Nom                                   | Parti |
| ----- | --- | ---------------- | ------------------------------------- | ----- |
|       | Garde des Sceaux, ministre de la Justice                                                                 |                  | Michel Vauzelle                       | PS    |
|       | Ministre de l'Intérieur et de la Sécurité publique                                                       |                  | Paul Quilès                           | PS    |
|       | Ministre de la Défense                                                                                   |                  | Pierre Joxe (jusqu'au 09/03/1993)     | PS    |
|       | Ministre de la Défense                                                                                   | Pierre Bérégovoy |                                       | PS    |
|       | Ministre de l'Économie et des Finances                                                                   |                  | Michel Sapin                          | PS    |
|       | Ministre du Budget                                                                                       |                  | Michel Charasse (jusqu'au 02/10/1992) | PS    |
|       | Ministre du Budget                                                                                       | Martin Malvy     |                                       | PS    |
|       | Ministre de l'Environnement                                                                              |                  | Ségolène Royal                        | PS    |
|       | Ministre de l'Équipement, du Logement et des Transports                                                  |                  | Jean-Louis Bianco                     | PS    |
|       | Ministre de l'Industrie et du Commerce extérieur                                                         |                  | Dominique Strauss-Kahn                | PS    |
|       | Ministre du Travail, de l'Emploi et de la Formation professionnelle                                      |                  | Martine Aubry                         | PS    |
|       | Ministre de l'Agriculture et des Forêts Ministre de l'Agriculture et du Développement rural (02/10/1992) |                  | Louis Mermaz (jusqu'au 02/10/1992)    | PS    |
|       | Ministre de l'Agriculture et des Forêts Ministre de l'Agriculture et du Développement rural (02/10/1992) |                  | Jean-Pierre Soisson                   | MDR   |
|       | Ministre des Affaires sociales et de l'Intégration                                                       |                  | René Teulade                          | PS    |
|       | Ministre de la Santé et de l'Action humanitaire                                                          |                  | Bernard Kouchner                      | DVG   |
|       | Ministre de la Ville (supprimé entre le 23/05 et le 26/12/1992)                                          |                  | Bernard Tapie                         | DVG   |
|       | Ministre des Départements et Territoires d'outre-mer                                                     |                  | Louis Le Pensec                       | PS    |
|       | Ministre de la Recherche et de la Technologie                                                            |                  | Hubert Curien                         | DVG   |
|       | Ministre des Postes et Télécommunications                                                                |                  | Émile Zuccarelli                      | MRG   |
|       | Ministre de la Jeunesse et des Sports                                                                    |                  | Frédérique Bredin                     | PS    |
|       | Ministre des Relations avec le Parlement Porte-parole du gouvernement (créé le 02/10/1992)               |                  | Louis Mermaz                          | PS    |

### Ministres délégués
| Image | Fonction                                                                            | Ministre de rattachement                                | Nom | Nom                                     | Parti |
| ----- | ----------------------------------------------------------------------------------- | ------------------------------------------------------- | --- | --------------------------------------- | ----- |
|       | Ministre délégué chargé des Affaires européennes                                    | Ministre d'État, ministre des Affaires étrangères       |     | Élisabeth Guigou                        | PS    |
|       | Ministre délégué chargé des Affaires étrangères                                     | Ministre d'État, ministre des Affaires étrangères       |     | Georges Kiejman                         | PS    |
|       | Ministre délégué chargé de la Coopération et du Développement                       | Ministre d'État, ministre des Affaires étrangères       |     | Marcel Debarge                          | PS    |
|       | Ministre délégué chargé du Commerce et de l'Artisanat                               | Ministre de l'Économie et des Finances                  |     | Jean-Marie Rausch (jusqu'au 02/10/1992) | DVD   |
|       | Ministre délégué chargé du Commerce et de l'Artisanat                               | Ministre de l'Économie et des Finances                  |     | Gilbert Baumet                          | MDR   |
|       | Ministre délégué chargé du Logement et du Cadre de vie                              | Ministre de l'Équipement, du Logement et des Transports |     | Marie-Noëlle Lienemann                  | PS    |
|       | Ministre délégué chargé du Tourisme                                                 | Ministre de l'Industrie et du Commerce extérieur        |     | Jean-Michel Baylet                      | MRG   |
|       | Chargé du Commerce extérieur (créé le 03/06/1992) Auprès du ministre de l'Industrie | Ministre de l'Industrie et du Commerce extérieur        |     | Bruno Durieux                           | MDR   |
|       | Chargé de l'Énergie (créé le 02/10/1992) Auprès du ministre de l'Industrie          | Ministre de l'Industrie et du Commerce extérieur        |     | André Billardon                         | PS    |

### Secrétaires d'État
| Image              | Fonction | Nom | Nom                                | Parti |
| ------------------ | --- | --- | ---------------------------------- | ----- |
| Secrétaires d'État | |     |                                    |       |
|                    | Chargé des Anciens combattants et Victimes de guerre Autonome                                                                  |     | Louis Mexandeau                    | PS    |
|                    | Chargé des Relations avec le Parlement, Porte-parole du gouvernement (supprimé le 02/10/1992) Auprès du Premier ministre       |     | Martin Malvy (jusqu'au 02/10/1992) | PS    |
|                    | Chargé de l'Aménagement du territoire Auprès du Premier ministre                                                               |     | André Laignel                      | PS    |
|                    | Chargé des Grands travaux Auprès du Premier ministre                                                                           |     | Émile Biasini                      | SE    |
|                    | Chargé de la Ville (entre le 03/06 et le 26/12/1992) Auprès du Premier ministre                                                |     | François Loncle                    | PS    |
|                    | Chargé du Plan (créé le 26/12/1992) Auprès du Premier ministre                                                                 |     | François Loncle                    | PS    |
|                    | Chargé de l'Enseignement technique Auprès du ministre d'État, ministre de l'Éducation nationale                                |     | Jean Glavany                       | PS    |
|                    | Chargé de la Communication Auprès du ministre d'État, ministre de l'Éducation nationale                                        |     | Jean-Noël Jeanneney                | DVG   |
|                    | Chargé de la Francophonie et des Relations culturelles extérieures Auprès du ministre d'État, ministre des Affaires étrangères |     | Catherine Tasca                    | PS    |
|                    | Chargé des Collectivités locales Auprès du ministre de l'Intérieur                                                             |     | Jean-Pierre Sueur                  | PS    |
|                    | Auprès du ministre de la Défense                                                                                               |     | Jacques Mellick                    | PS    |
|                    | Chargé des Droits de la femme et de la Consommation Auprès du ministre de l'Économie et des Finances                           |     | Véronique Neiertz                  | PS    |
|                    | Chargé des Transports routiers et fluviaux Auprès du ministre de l'Équipement                                                  |     | Georges Sarre                      | PS    |
|                    | Chargé de la Mer Auprès du ministre de l'Équipement                                                                            |     | Charles Josselin                   | PS    |
|                    | Chargé de la Famille, des Personnes âgées et des Rapatrités Auprès du ministre des Affaires sociales                           |     | Laurent Cathala                    | PS    |
|                    | Chargé de l'Intégration Auprès du ministre des Affaires sociales                                                               |     | Kofi Yamgnane                      | PS    |
|                    | Chargé des Handicapés Auprès du ministre des Affaires sociales                                                                 |     | Michel Gillibert                   | SE    |

## Ajustements et remaniements

### Remaniements du 23 mai et du 3 juin 1992
Inculpé pour abus de biens sociaux dans l'affaire Toshiba qui l'oppose à son ancien associé Georges Tranchant,, Bernard Tapie démissionne le 23 mai 1992.
Bernard Tapie, ministre de la Ville est remplacé le 3 juin 1992 par François Loncle, nommé secrétaire d'État à la Ville auprès du Premier ministre.
Ce remaniement est également l'occasion de nommer Bruno Durieux comme ministre délégué au Commerce extérieur.

### Remaniement du 2 octobre 1992
Élus sénateurs, Michel Charasse, ministre du Budget et Jean-Marie Rausch, Ministre délégué au Commerce et de l'Artisanat démissionnent le 2 octobre 1992.
Michel Charasse est remplacé par Martin Malvy, jusqu'alors secrétaire d'État aux Relations avec le Parlement et porte-parole du gouvernement.
Jean-Marie Rausch est quant à lui remplacé par Gilbert Baumet qui intègre le gouvernement.
Martin Malvy est remplacé par Louis Mermaz, jusqu'alors ministre de l'Agriculture et de la Forêt. Louis Mermaz devient ministre des relations avec le Parlement, porte-parole du Gouvernement.
Jean-Pierre Soisson entre au gouvernement comme ministre de l'Agriculture et du Développement rural.
Enfin, ce remaniement est l'occasion de créer la fonction de ministre délégué à l'Énergie confiée à André Billardon.

### Remaniement du 26 décembre 1992
Un accord amiable ayant été trouvé avec Georges Tranchant qui retire sa plainte et une ordonnance de non-lieu ayant été rendue, Bernard Tapie est nommé le 26 décembre 1992 à nouveau ministre de la Ville.
François Loncle est nommé alors secrétaire d'État au Plan, délégué auprès du Premier ministre.

### Remaniement du 9 mars 1993
Pierre Joxe, nommé à la Cour des comptes, démissionne le 9 mars 1993.
Pierre Bérégovoy est alors nommé ministre de la Défense.

## Répartition partisane
| Parti                       | Parti                            | Premier ministre | Ministres d'État | Ministres | Ministres délégués | Secrétaires d'État | Total |
| --------------------------- | -------------------------------- | ---------------- | ---------------- | --------- | ------------------ | ------------------ | ----- |
| Répartition le 4 avril 1992 | Répartition le 4 avril 1992      | 1                | 3                | 18        | 7                  | 16                 | 45    |
|                             | Parti socialiste                 | 1                | 3                | 14        | 4                  | 12                 | 34    |
|                             | Divers gauche                    |                  |                  | 3         |                    | 1                  | 4     |
|                             | Mouvement des radicaux de gauche |                  | 1                | 1         | 1                  | 3                  |       |
|                             | Association des démocrates       |                  |                  | 1         |                    | 1                  |       |
|                             | Divers droite                    |                  |                  | 1         |                    | 1                  |       |
|                             | Sans étiquette                   |                  |                  |           | 2                  | 2                  |       |
|                             |                                  |                  |                  |           |                    |                    |       |
| Répartition le 29 mars 1993 | Répartition le 29 mars 1993      | 1                | 3                | 17        | 8                  | 16                 | 45    |
|                             | Parti socialiste                 | 1                | 3                | 12        | 5                  | 12                 | 33    |
|                             | Divers gauche                    |                  |                  | 3         |                    | 1                  | 4     |
|                             | Mouvement des réformateurs       |                  | 1                | 2         |                    | 3                  |       |
|                             | Mouvement des radicaux de gauche |                  | 1                | 1         | 1                  | 3                  |       |
|                             | Sans étiquette                   |                  |                  |           | 2                  | 2                  |       |

## Actions

### Politiques publiques
Le fondement de la politique gouvernementale de Pierre Bérégovoy est de ne rien changer à la ligne adoptée quatre ans auparavant, lors de sa nomination en tant que ministre des Finances. La stratégie de désinflation compétitive fondée sur le maintien de la parité franc-mark a permis de sortir la France du déficit chronique de son commerce extérieur ; Bérégovoy envisage donc de continuer cette politique.
Le gouvernement sent poindre dès le printemps 1992 une récession économique, alertés par des indicateurs de chute brutale de la consommation. Bercy est persuadé que la réunification allemande et l'augmentation récente des exportations permettra de compenser le tassement de la demande intérieure, mais Bérégovoy apprend de Michel-Édouard Leclerc et Antoine Riboud l'ampleur de la chute de la demande. Pour soutenir la consommation, il décide de supprimer le taux supérieur de TVA sur les automobiles et les produits de luxe (22 %) qui devait intervenir au 1er janvier 1993, ce qui permet d'injecter cinq milliards de francs de pouvoir d'achat en France.
Le Premier ministre s'engage à venir en aide aux 900 000 chômeurs de longue durée (environ 30 % des chômeurs inscrits à l'Agence nationale pour l'emploi) en leur promettant un emploi, une formation adéquate ou une activité d'intérêt général d'ici la fin de l'année. L'engagement n'est pas tenu. Les raisons sont multiples : les licenciements économiques (500 000 par an) restent élevés, et la population active augmente de 100 000 personnes en un an. Il s'agit pour la plupart de l'entrée sur le marché du travail de femmes de 30 à 55 ans qui essaient de compenser le chômage de leur mari ou de bénéficier de l'augmentation des offres d'emplois familiaux et des contrats emploi-solidarité. Le nombre de chômeurs de longue durée se stabilise, mais le nombre de chômeurs dépasse tout de même les trois millions.
La politique de sécurité du gouvernement est annoncée en Conseil des ministres le 13 mai. Bernard Tapie se charge du dossier : 4 000 appelés à la sécurité, à l'animation sociale et à la formation dans quatre cents quartiers difficiles ; un début de redéploiement des forces de police vers les zones sensibles (quartiers nord de Marseille, quartiers est de Lyon, la banlieue de Lille et la Seine-Saint-Denis). Le projet subit le départ de Bernard Tapie, inculpé dans une affaire financière.
Jack Lang, à l'Éducation nationale, met en œuvre les politiques de son prédécesseur à ce poste, Lionel Jospin, en utilisant la « technique du salami » : il découpe en tranches sa réforme plutôt que de la faire passer en un seul bloc. Il acte ainsi la réforme pédagogique du second cycle dans les lycées en créant les nouvelles filières. Bérégovoy lui permet de créer 8 000 postes.
Le gouvernement opère entre la fin 1992 et 1993 dans la phase creuse du cycle économique, mais se rend compte trop tard de l'arrivée de la récession pour mettre en place une politique contracyclique. Les socialistes abordent donc les élections législatives de 1993 en phase creuse.

### Lois principales
- 29 juillet 1992 : loi no 92-722 modifiant la loi de 1988 sur le revenu minimum d'insertion, qui crée entre autres le Conseil national des politiques de lutte contre la pauvreté et l'exclusion sociale.
- 8 janvier 1993 : loi paysage.
- 29 janvier 1993 : loi relative à la prévention de la corruption et à la transparence de la vie économique et des procédures publiques.

## Relations avec le parlement
Le 25 novembre 1992, le Premier ministre obtient la confiance de l'Assemblée nationale sur les négociations du GATT par 301 voix pour, 251 contre et 6 abstentions.
| Position   | Groupe | Groupe | Groupe | Groupe | Groupe | Non-inscrits | Total |
| Position   | COM    | SOC    | UDC    | UDF    | RPR    | Non-inscrits | Total |
| ---------- | ------ | ------ | ------ | ------ | ------ | ------------ | ----- |
| Position   |        |        |        |        |        | Non-inscrits | Total |
| POUR       | 26     | 262    | 0      | 0      | 0      | 13           | 301   |
| CONTRE     | 0      | 0      | 35     | 87     | 124    | 5            | 251   |
| ABSTENTION | 0      | 0      | 4      | 1      | 0      | 1            | 6     |
| NON-VOTANT | 0      | 5      | 1      | 0      | 1      | 5            | 12    |

## Analyse de la popularité
La semaine suivant sa nomination, Pierre Bérégovoy bénéficie, selon le sondage Louis Harris, de 61 % d'opinions favorables, et 21 % d'opinions défavorables, soit l'inverse de la popularité d'Edith Cresson.
La réforme de la politique agricole commune (PAC) menée par le gouvernement pousse la droite à déposer une motion de censure, qui recueille 286 voix, soit trois de moins que la majorité nécessaire pour le renverser. Raymond Barre vote contre la motion, considérant la réforme de la PAC comme nécessaire économiquement, et Pierre de Bénouville se refuse également à voter pour la motion du fait de sa longue amitié avec le président de la République. Alain Peyrefitte s'est abstenu, selon François Mitterrand, parce que ce dernier lui avait fait miroiter une place de Premier ministre en 1986, et qu'il espérait encore en obtenir un à l'avenir.

## Démission du gouvernement
Le gouvernement Pierre Bérégovoy démissionne le 29 mars 1993, à la suite d'élections législatives qui voient la droite l'emporter.